# Mecysmaucheniidae

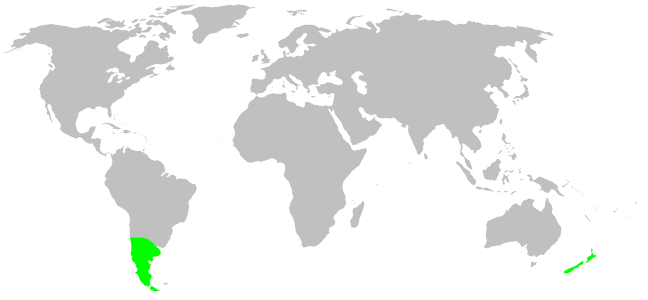
Verbreitungsgebiet der Mecysmaucheniidae

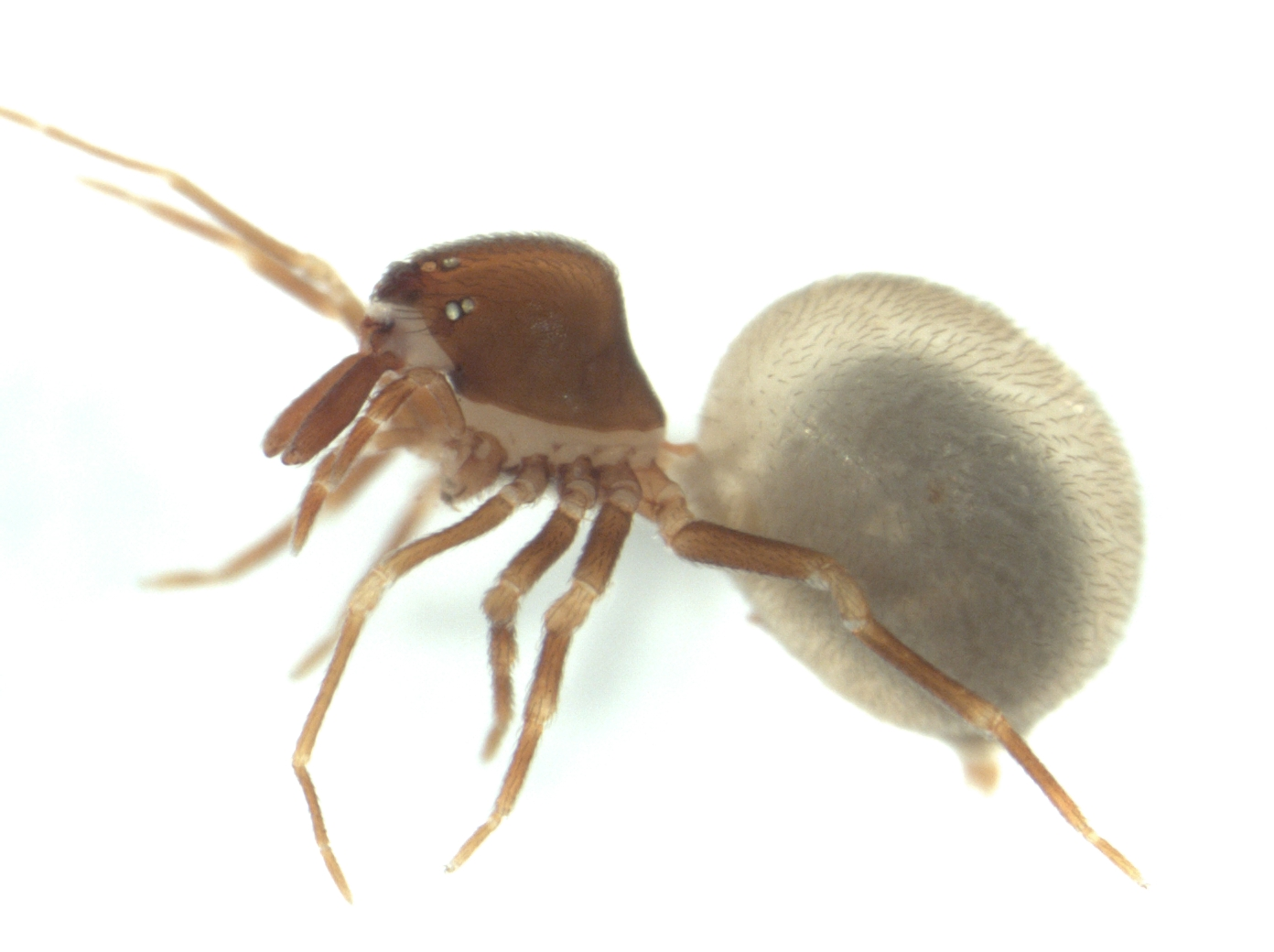
Zearchaea clypeata, Weibchen

Die Mecysmaucheniidae sind eine Familie der Echten Webspinnen (Araneomorphae) und gehören dort zur Überfamilie der Archaeoidea.

## Verbreitung
Bislang wurden die Arten der Familie ausschließlich in Chile und Argentinien sowie auf den Falklandinseln und den Juan-Fernández-Inseln nachgewiesen. Lediglich Aotearoa magna und die beide Zearchaea-Arten kommen hingegen auf Neuseeland vor.

## Systematik
Der World Spider Catalog listet für die Mecysmaucheniidae aktuell sieben Gattungen und 25 Arten (Stand: April 2016). Die Einteilung in Unterfamilien erfolgt nach Joel Hallan’s „Biology Catalog“.
- Mecysmaucheniinae Simon, 1895
  - Aotearoa Forster & Platnick, 1984
    - Aotearoa magna (Forster, 1949)

  - Mecysmauchenioides Forster & Platnick, 1984
    - Mecysmauchenioides nordenskjoldi (Tullgren, 1901)
    - Mecysmauchenioides quetrihue Grismado & Ramírez, 2005

  - Mecysmauchenius Simon, 1884
    - Mecysmauchenius canan Forster & Platnick, 1984
    - Mecysmauchenius chacamo Forster & Platnick, 1984
    - Mecysmauchenius chapo Forster & Platnick, 1984
    - Mecysmauchenius chepu Forster & Platnick, 1984
    - Mecysmauchenius chincay Forster & Platnick, 1984
    - Mecysmauchenius eden Forster & Platnick, 1984
    - Mecysmauchenius fernandez Forster & Platnick, 1984
    - Mecysmauchenius gertschi Zapfe, 1960
    - Mecysmauchenius newtoni Forster & Platnick, 1984
    - Mecysmauchenius osorno Forster & Platnick, 1984
    - Mecysmauchenius platnicki Grismado & Ramírez, 2005
    - Mecysmauchenius puyehue Forster & Platnick, 1984
    - Mecysmauchenius segmentatus Simon, 1884
    - Mecysmauchenius termas Forster & Platnick, 1984
    - Mecysmauchenius thayerae Forster & Platnick, 1984
    - Mecysmauchenius victoria Forster & Platnick, 1984
    - Mecysmauchenius villarrica Forster & Platnick, 1984

  - Mesarchaea Forster & Platnick, 1984
    - Mesarchaea bellavista Forster & Platnick, 1984

  - Semysmauchenius Forster & Platnick, 1984
    - Semysmauchenius antillanca Forster & Platnick, 1984
- Zearchaeinae Forster & Platnick, 1984
  - Chilarchaea Forster & Platnick, 1984
    - Chilarchaea quellon Forster & Platnick, 1984

  - Zearchaea Wilton, 1946
    - Zearchaea clypeata Wilton, 1946
    - Zearchaea fiordensis Forster, 1955